# Shakhsevan Vtoroye
Shakhsevan Vtoroye (azerbajdzjanska: İkinci Şahsevən) är en ort i Azerbajdzjan.   Den ligger i distriktet Bejläqan, i den centrala delen av landet, 200 km väster om huvudstaden Baku. Shakhsevan Vtoroye ligger 66 meter över havet och antalet invånare är 2 742.
Terrängen runt Shakhsevan Vtoroye är platt. Närmaste större samhälle är Beylagan, 17,8 km norr om Shakhsevan Vtoroye.
Trakten runt Shakhsevan Vtoroye består till största delen av jordbruksmark. Runt Shakhsevan Vtoroye är det ganska tätbefolkat, med 104 invånare per kvadratkilometer.